# Taxithelium pseudoamoenum
Taxithelium pseudoamoenum är en bladmossart som beskrevs av Ferdinand François Gabriel Renauld 1898. Taxithelium pseudoamoenum ingår i släktet Taxithelium och familjen Sematophyllaceae. Inga underarter finns listade i Catalogue of Life.